# Georgina Verbaan
Georgina Verbaan, née le 9 octobre 1979 à La Haye, est une actrice, chanteuse et présentatrice de télévision néerlandaise.

## Filmographie
- 2012 Alles is familie
- 2012 De Marathon
- 2012 De meisjes van Thijs
- 2012 Swchwrm
- 2011-2012 Mixed Up
- 2011 Lotus
- 2011 Midzomernacht
- 2011 Van God Los
- 2006-2011 't Schaep Met De 5 Pooten
- 2010 Flysk
- 2010 De TV kantine
- 2010 Gangsterboys
- 2009 Floor Faber
- 2009 Kikkerdril
- 2009 Oogverblindend
- 2008 Alibi
- 2008 Kika & Bob
- 2007 Blind Date
- 2007 Lotte
- 2006 Rauw
- 2005 Lulu
- 2005 Joyride
- 2001-2005 Costa!
- 2005 Medea
- 2004 06/05
- 2004 Erik of het klein insectenboek
- 2004 Amazones
- 2003 Pista!
- 2003 Adrenaline
- 2002 Croisière au clair de lune
- 2001 Soul Assassin
- 2001-2002 Dok 12
- 2001 Toen was geluk heel gewoon
- 1997-2000 Goede tijden, slechte tijden
- 1999 Hertenkamp
- 1999 Enigma
- 1998 Goede tijden, slechte tijden: De reünie
- 1997 Pittige tijden
- 1997 Kees & Co.
- 1997 Consult